# Balduin von Ibelin (Seneschall von Zypern)
Balduin von Ibelin (franz.: Baudouin d’Ibelin; † 21. Februar 1267) war ein führender Adliger des Königreichs Zypern aus dem Haus Ibelin. Er war ein jüngerer Sohn des Johann von Ibelin, dem „alten Herrn von Beirut“, und der Melisende von Arsuf.

## Leben
In jungen Jahren kämpfte Balduin am 15. Juni 1232 in der siegreichen Schlacht bei Agridi gegen die Truppen des kaiserlichen Statthalters Richard Filangieri, in der eine Invasion Zyperns verhindert werden konnte (Lombardenkrieg). Um 1246 wurde er von König Heinrich I. zum Seneschall ernannt. Im Auftrag König Heinrichs unterstützte er 1247 die Verteidigung von Askalon gegen die Ayyubiden mit acht Galeeren und einhundert Rittern, konnte den Fall der Stadt am 15. Oktober aber nicht mehr verhindern. Zusammen mit seinem Bruder, Marschall Guido von Ibelin, führte Balduin die zypriotische Ritterschaft ab 1249 auf den Kreuzzug Ludwigs IX. von Frankreich nach Ägypten (Sechster Kreuzzug). Dort gerieten beide allerdings im April 1250 in die Gefangenschaft der Mamelukengarde. In der Zeit ihrer Gefangenschaft verübten die Mameluken in Ägypten am 1. Mai 1250 einen Staatsstreich und ermordeten den Ayyubiden-Sultan Turan Schah. Wenige Tage später ließen die Mameluken sie gegen ein Lösegeld frei.
In einer Urkunde vom 15. September 1256 wird er als Seneschall des Königreichs Jerusalem genannt.

## Ehe und Nachkommen
Balduin war verheiratet mit Alice von Bethsan, Tochter des Walter von Bethsan, Enkelin Guermonds I., Herr von Bethsan. Ihre Kinder waren:
- Johann von Ibelin († nach 1250), ⚭ Isabella Rivet;
- Philipp von Ibelin, 1302 Konstabler von Zypern; ⚭ Simone von Tiberias, Tochter des Odo von Montbéliard, Fürst von Galiläa;
- Guido von Ibelin († nach 1270), ⚭ Maria von Armenien, Tochter König Hethums I. von Armenien;
- Balian von Ibelin († 1284/98), ⚭ Marguerite Visconte;
- Hugo von Ibelin († 21. Juli 1315 als Gefangener in Kyrenia) ⚭ Alice le Tor;
- Melisende († jung).